# María Elena Simón Rodríguez
Mª Elena Simón Rodríguez (Alicante, 1946) es una filóloga, profesora y catedrática de francés de Instituto de Enseñanza Media. Experta en coeducación, formadora de profesorado, analista de género y escritora, fue la primera mujer decana del Colegio de Doctores y Licenciados de Alicante.

## Biografía
Elena Simón Rodríguez nació en 1946 en Alicante. Estudió Filología Moderna en la Universidad de Valencia y a su regreso a Alicante trabajó durante más de treinta años como profesora y catedrática de francés en centros de Enseñanzas Medias. Colaboró con los movimientos antifranquistas y llegó a ser la primera mujer decana del Colegio de Doctores y Licenciados de Alicante. Tiene una hija y un hijo. Habla de la maternidad como del trabajo más duro, menos reconocido y más agotador que ha tenido en su vida, por eso lo incluye siempre en su curriculum.
Muy pronto se vinculó con el feminismo, siendo en 1980 una de las cofundadoras del Feminario de Alicante (Grupo de estudios y reflexión sobre la condición de las mujeres), referente del feminismo español. Comenzaron a reunirse alrededor del sociólogo argentino Ezequiel Ander Egg en el Seminario Mujer y Sociedad que luego consolidan. Escriben en esa época una columna semanal en el periódico Información de Alicante, con las reflexiones colectivas del Aula de la Caja de Ahorros del Mediterráneo (CAM). Forman el Feminario unas veinte mujeres. El feminario se enriqueció, desde el primer momento, con documentos procedentes de Suecia, aportados por Bitte Nordström. Organizan, sin estar en la academia, los Cursos de Verano de Mujer y Feminismo de la Universidad de Alicante en Benidorm. Simón permaneció como miembro del mismo hasta la disolución del Feminario en el año 2005, dando paso a otras iniciativas, como el Aula de Debate y Formación Feminista, radicada en la Universidad de Alicante.
Ha desarrollado y sigue desarrollando tareas de estudio, de formación y divulgativas de la coeducación, la Igualdad entre hombres y mujeres y el lenguaje no sexista. Dirigió el “Servei de la Dona” de Alicante desde 1983 hasta 1988.
Su dedicación a la causa feminista la llevó en el año 2000, a pedir una excedencia en su labor docente para dedicarse a la formación feminista, trabajando con distintos perfiles de mujeres: Amas de Casa, el Grup de Dones d'Alacant (donde estaba Llum Quiñonero, otra reputada feminista alicantina), las asambleas de mujeres de Elche,  Elda, Petrer, el colectivo Luna de Villena, las mujeres del Movimiento Democrático de Mujeres (MDM) y en otros movimientos sociales de la época (pacifismo, feminismo, etc.).
Ha colaborado como docente o como experta en diversas instancias (universidades, sindicatos, organismos de Igualdad, centros educativos, proyectos europeos o de innovación educativa, ayuntamientos, instituciones formativas, administraciones públicas, fundaciones, consejos de juventud, asociaciones de mujeres, ONG) de distintos países y lugares, así como con la Agencia Española de Cooperación Internacional (AECI), dirigidos a público muy diverso.
Ha realizado trabajos para la introducción de la transversalidad de género y la Igualdad en el currículo escolar en diversas instituciones públicas como el Consejo de la Juventud de Alicante, el Gobierno de Cantabria, la Universidad de Alicante, el Estado de Oaxaca (México) o el Ministerio de Educación de la República Dominicana, entre otros. Se define a sí misma como feminóloga y maestra de feminismo. Defiende que la escuela debe servir para “igualar” y hacer posible que los niños y niñas “salgan del destino preescrito”.
Es Presidenta de la Asociación “Museo de Hechos y Derechos de las Mujeres”. Está jubilada y sigue militando activamente en la divulgación y extensión del feminismo, siendo una figura clave entre las feministas valencianas.

## Obras
Es coautora de 19 libros colectivos y autora de artículos y ponencias en revistas y publicaciones especializadas (una cincuentena).
- Democracia vital: mujeres y hombres hacia la plena ciudadanía (Narcea ed. 1999).
- Hijas de la Igualdad, herederas de injusticias (Narcea ed. 2008).
- La Igualdad también se aprende: Cuestión de Coeducación (Narcea ed. 2010).

## Premios y reconocimientos
- En XX edición de los premios Isabel Ferrer que otorga la Generalitat Valenciana, premio por toda su trayectoria y compromiso trabajando por el feminismo y por sus aportaciones a la práctica docente enseñando a pensar críticamente y desde la perspectiva de género.[3]